# 范文凜
范文凜（1943年10月17日—2012年2月5日），越南足球運動員，司職後衛，為前南越國家足球隊隊員。
范文凜在1943年10月17日出生於法屬印度支那薄遼省。
1961年，年僅18歲加入嘉定之星，同年被召入南越國家少年足球隊。
1962-1963年被召入南越國家青年足球隊。
1964年，被召入南越國家足球隊，並在1964年夏季奧運會足球比賽外圍賽對以色列的第二回合賽事中上陣。
1966年，代表南越國家足球隊贏得默迪卡盃冠軍。
1981年宣布退役，轉職為足球教練，其後又再轉職為旅行社司機。
2006年患上中風，後來在2009年更導致全身癱瘓。
2012年2月5日，因中風去世，享年68歲。